# Chiesa di Santa Maria Bambina (Ardesio)
La chiesa di Santa Maria Bambina  è un luogo di culto cattolico, si trova sull'antica frazione di Cacciamali di Ardesio della provincia e diocesi di Bergamo, ed è sussidiaria della parrocchia di San Giorgio.

## Storia
La piccola chiesa di Cacciamali è stata edificata nel 1545 come ex voto e intitolata a san Sebastiano, come confermerebbe l'antico affresco che lo raffigura. per poi esser dedicato alla Maria Bambina, e citata per la prima volta negli atti della visita pastorale del coadiutore del vescovo Pietro Bembo, Vittore Soranzo che visitò l'alta Val Seriana il 22 agosto 1546. La relazione descrive la presenza di un piccolo oratorio non ancora finito nella sua costruzione. L'edificio fu terminato e affrescato entro il 1650.

La piccola chiesa fu nuovamente visitata come risulta dalla relazione del 20 agosto 1565 del vescovo Federico Cornaro che cita: 
(Federico Corner, 20 agosto 1565)
Il 2 ottobre 1575 la chiesa fu nuovamente oggetto di visita pastorale da san Carlo Borromeo che ne fece però una breve descrizione. Gli atti presentano un edificio fatiscente che necessitava di lavori di manutenzione con la pavimentazione rotta e un altare disadorno. Lavori di consolidamento e ristrutturazione furono eseguiti però solo alla fine del XX secolo, dopo che un masso staccatosi dal monte ne aveva sfondato il tetto. I lavori portarono alla luce affreschi del XVI secolo di autori ignoti. Accanto al dipinto raffigurante santa Lucia vi è una scritta che riporta: Immagine di santa Lucia fece-fare donna Castella per suo voto con il marito Giovanni Antonio Cacciamali-ottobre 1545, questo confermerebbe la data di edificazione del piccolo luogo di culto.

## Descrizione

### Esterno
L'edificio è costruito in blocchi di pietra disposti a opus incertum, con l'abside rivolto a nord. La facciata a capanna è preceduta da un piccolo sagrato rialzato con pavimentazione in pietra, ed è adorna dal solo portale d'ingresso con contorni in grossi blocchi di pietra. 

### Interno
L'interno, a unica navata a pianta rettangolare, presenta pochi ornamenti. Il presbiterio più ristretto rispetto alla navata è preceduto dall'arco trionfale a tutto sesto. 
La pala d'altare è composta in due parti eseguite da artisti differenti. Quella inferiore risalirebbe al XVI secolo e raffigura san Sebastiano con sant'Antonio abate riconoscibile dal maialino postogli accanto. Questo è sicuramente riferito alla prima intitolazione della chiesa, mentre sant'Antonio è il protettore degli animali e la zona era sicuramente luogo di pastori. Nella parte superiore vi è la raffigurazione della nascita di Maria con sant'Anna partoriente inserita in un ambiente domestico contadino. Questa parte ha cancellato la raffigurazione preesistente quando la chiesa è stata intitolata alla natività di Maria. L'aula conserva anche la raffigurazione di santa Lucia, molto venerata nella bergamasca con la scritta della sua dedicazione.

Nella piccola aula si conserva anche la campana del 1586, assordata a causa di una lesione, e sostituita come indicato nel consiglio cittadino del 29 giugno 1700: 
(Fabio Donda, 2020)